# François Feldman
François Feldman (Párizs 16. kerülete, 1958. május 23. vagy 1956. május 23. –) francia popénekes. Karrierjének csúcsa 1986–1991 közé tehető, munkássága során több, mint tízmillió albumot adott el.

## Életpályája
Apja egy orosz szabó, anyja egy francia iskolai nővér volt. François Feldman Párizs mellett, Clichy-sous-Bois-ban nőtt fel. Már fiatalkorától érdekelte a zene, gyerekként kedvenc előadói Marvin Gaye, Stevie Wonder és James Brown voltak. Tizennégy évesen gitározni tanult és együttest alapított, amellyel helyi rendezvényeken lépett fel, később pedig csatlakozott a FF Yellowhand funk együtteshez. Az 1980-as évek elején Ernest Salfati dalszövegíróval közreműködve, FF Yellowhand együttesével elkészítette első, Lovin Dancin című albumát, amelyről több kislemezt is kiadtak, de nem ért el sikereket.
Az áttörés 1986-ban, Rien que pour toi slágerével következett be, amely bekerült a francia Top 50-be. 1987-ben megjelent Vivre vivre albuma, 1989-ben pedig karrierjének legsikeresebb, Une Présence című nagylemeze, amelyen olyan slágerek voltak, mint a Joue pas, Les Valses de Vienne, C'est toi qui m'as fait és Petit Frank. Az Une Présence platinalemez lett, és több, mint egymillió darab kelt el belőle. A siker az 1991-es Magic Boul'vard albummal is folytatódott, azonban az ezután következő albumok már nem örvendtek akkora elismerésnek, az eladások lehanyatlottak. 2000 körül Feldman elveszítette szüleit, felesége és lánya elidegenedett tőle, ő maga pedig elhagyta Párizst és Cannesba költözött. Zenei munkásságát a 2000-es években is folytatta, és a színészettel is megpróbálkozott (a Stars 80 filmben).

## Nagylemezek
- 1987 : Vivre vivre
- 1989 : Une Présence
- 1991 : Magic Boul'vard
- 1993 : Indigo
- 1995 : À contre-jour
- 1997 : Couleurs d'origine
- 2004 : Des Larmes et de l'Amour
- 2018 : Vivant
- 2020 : Latino
- 2021 : L'Origine